# Jel van Liauckama

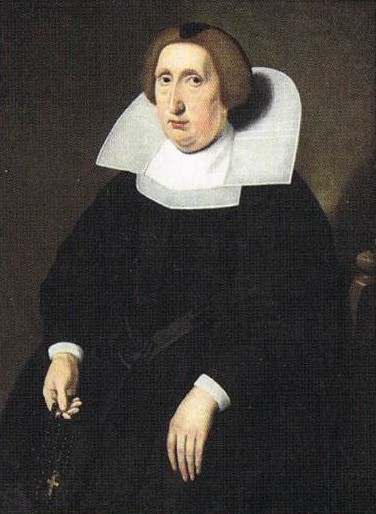
Jel van Liauckama in 1643

Jel of Juliana van Liauckama (1585–1650) was een Friese edelvrouwe van een oud en zeer invloedrijk geslacht. Zij trouwde in 1616 met Eraert van Pipenpoy (1576–1638), een ridder uit het oude West-Brabantse Pipenpoy-geslacht. Dit huwelijksfeest werd bekend als de Pipenpoyse bruiloft.

## Levensloop
Van Liauckama werd in 1585 geboren als eerste kind van Jarich van Liauckama en Sjouck van Cammingha (1558–1620). Ze zou in 1592 nog een zus krijgen, Trijn.
Jel trouwde in 1616 met Eraert van Pipenpoy, een ridder en heer van Merchten, uit een oud West-Brabants geslacht. Het echtpaar woonde in Merchten, aangezien Jelle's vader nog tot 1642 in de Liauckama State woonde. Ze kregen een dochter, Sophia Anna van Pipenpoy.
Toen Jel in 1638 weduwe werd, verhuisde ze met haar dochter terug naar Liauckema State, welke ze van haar vader erfde toen hij in 1642 overleed. Een jaar later liet ze haar portret schilderen door Wybrand de Geest.

## Galerij
Op de afbeeldingen staan de echtgenoot (links) en dochter (rechts) van Jel van Liauckama.

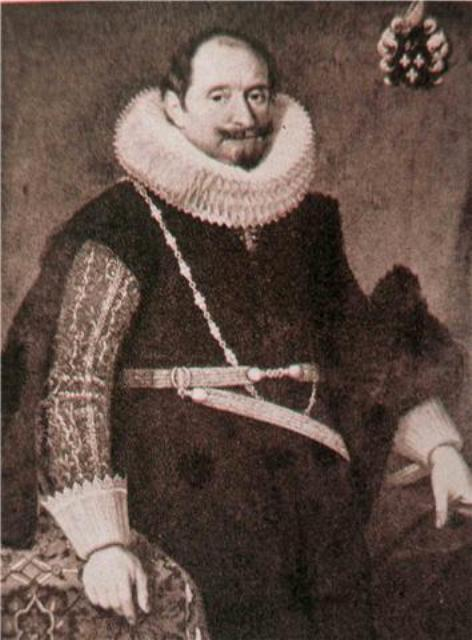
Eraert van Pipenpoy in 1625
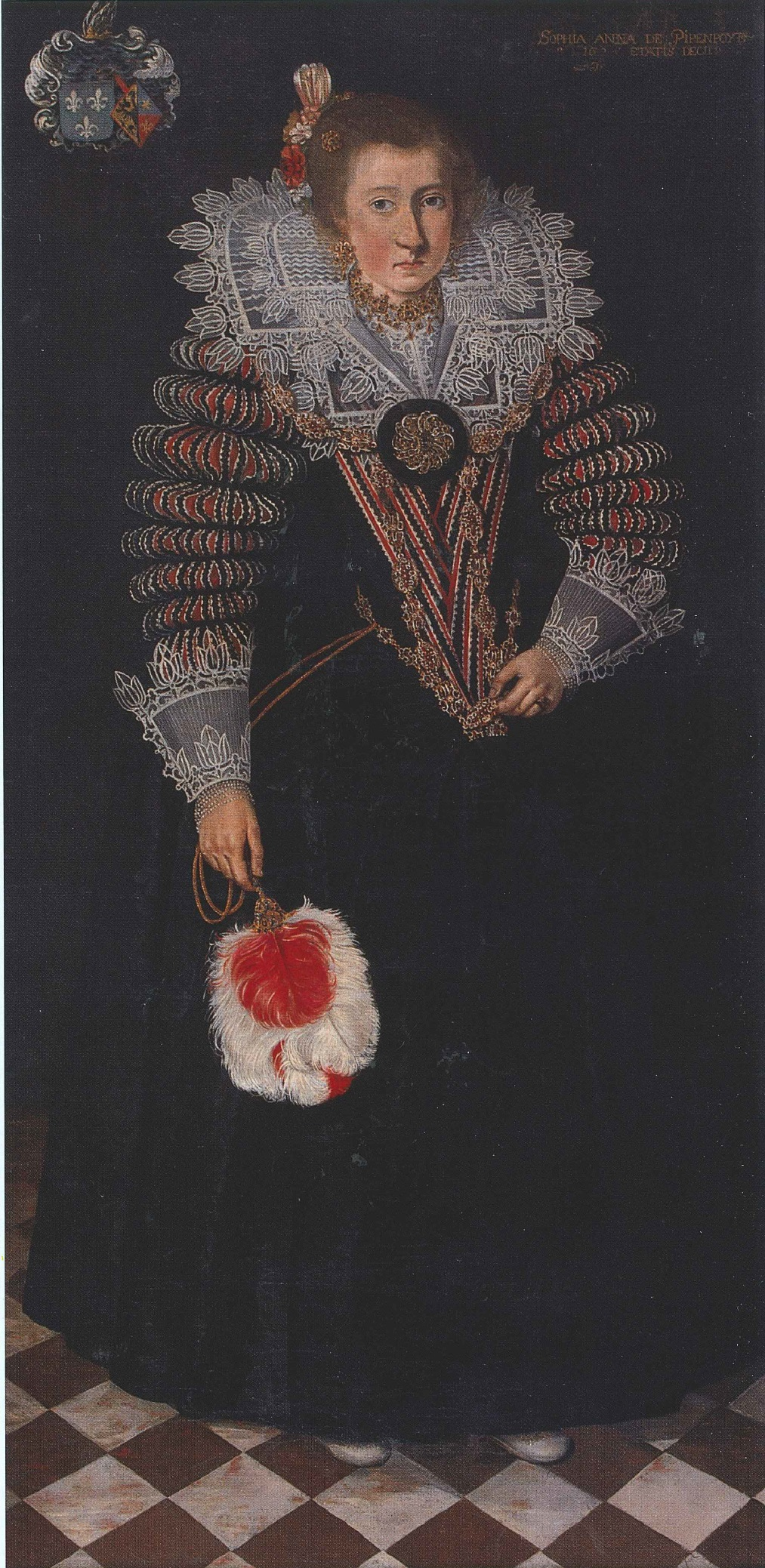
De 10-jarige dochter, Sophia Anna